# XVIIe siècle en droit
 (mars 2023).
Le XVIIe siècle (17e siècle) a commencé le 1er janvier 1601 et s'est achevé le 31 décembre 1700.

## Calendrier

### Liste des années duXVIIesiècle
1601 en droit • 1602 en droit • 1603 en droit • 1604 en droit • 1605 en droit
1606 en droit • 1607 en droit • 1608 en droit • 1609 en droit • 1610 en droit

1611 en droit • 1612 en droit • 1613 en droit • 1614 en droit • 1615 en droit
1616 en droit • 1617 en droit • 1618 en droit • 1619 en droit • 1620 en droit

1621 en droit • 1622 en droit • 1623 en droit • 1624 en droit • 1625 en droit
1626 en droit • 1627 en droit • 1628 en droit • 1629 en droit • 1630 en droit

1631 en droit • 1632 en droit • 1633 en droit • 1634 en droit • 1635 en droit
1636 en droit • 1637 en droit • 1638 en droit • 1639 en droit • 1640 en droit

1641 en droit • 1642 en droit • 1643 en droit • 1644 en droit • 1645 en droit
1646 en droit • 1647 en droit • 1648 en droit • 1649 en droit • 1650 en droit

1651 en droit • 1652 en droit • 1653 en droit • 1654 en droit • 1655 en droit
1656 en droit • 1657 en droit • 1658 en droit • 1659 en droit • 1660 en droit

1661 en droit • 1662 en droit • 1663 en droit • 1664 en droit • 1665 en droit
1666 en droit • 1667 en droit • 1668 en droit • 1669 en droit • 1670 en droit

1671 en droit • 1672 en droit • 1673 en droit • 1674 en droit • 1675 en droit
1676 en droit • 1677 en droit • 1678 en droit • 1679 en droit • 1680 en droit

1681 en droit • 1682 en droit • 1683 en droit • 1684 en droit • 1685 en droit
1686 en droit • 1687 en droit • 1688 en droit • 1689 en droit • 1690 en droit

1691 en droit • 1692 en droit • 1693 en droit • 1694 en droit • 1695 en droit
1696 en droit • 1697 en droit • 1698 en droit • 1699 en droit • 1700 en droit